# チャコねえちゃん
『チャコねえちゃん』は、1967年4月6日から1968年3月28日までTBS系列の毎週木曜19:30 - 20:00（JST）に放送された児童向けドラマである。全52回、モノクロ作品。

## 概要
『チャコちゃんシリーズ』第5作。
本作より、宮脇康之（現在宮脇健）演じる「ケンちゃん」が初登場し、以後1976年の『フルーツケンちゃん』まで10作に渡って『チャコちゃんシリーズ→ケンちゃんシリーズ』に出演する。また家族役に佐藤英夫・高田敏江・賀原夏子が復帰した。

## 出演者
- チャコちゃん：四方晴美
- ケンちゃん（ケン一）：宮脇康之
- お父さん：佐藤英夫
- お母さん：高田敏江
- お婆さん：賀原夏子
- 秀夫：榊原秀春
- 文吉：村田やすし
- 明子：古田和恵
- 美恵：久保弘美

他

## スタッフ
- プロデューサー：杉山茂樹
- 脚本：門田俊三、山根優一郎 他
- 撮影：岸栄一郎
- 照明：加藤角三
- 録音：豊田博、原田敦
- 美術：小汲明
- 編集：池月正
- 助監督：萩原章 他
- 制作主任：名久井寅喜
- 現像：東京テレビ映画
- 監督：山際永三、今泉善珠 他
- 音楽：松井八郎
- 制作：TBS、国際放映

## 主題歌
「小鳥の少女」
- 作詞：薩摩忠/作編曲：松井八郎/歌：藤田淑子/台詞：チャコ（四方晴美）、ケン（宮脇康之）

## サブタイトル
1. 1967年4月6日 「シンデレラの靴」
2. 1967年4月13日 「お腹すいたよオ」
3. 1967年4月20日 「拾った小犬」
4. 1967年4月27日 「お花をどうぞ」
5. 1967年5月4日 「ボクは誰の子」
6. 1967年5月11日 「ピピピピピ」
7. 1967年5月18日 「走れパトカー」
8. 1967年5月25日 「割れちゃったおなべ」
9. 1967年6月1日 「素晴しいお買物」
10. 1967年6月8日 「ダンプのジョー」
11. 1967年6月15日 「ころし屋さん」
12. 1967年6月22日 「まちがいデンワ」
13. 1967年6月29日 「ちびっこガンマン」
14. 1967年7月6日 「消えたボールペン」
15. 1967年7月13日 「たいへんな誕生日」
16. 1967年7月20日 「ババぬきなんていや」
17. 1967年7月27日 「ぼくこわいよーッ」
18. 1967年8月3日 「正義の味方X団」
19. 1967年8月10日 「魔法のつぼ」
20. 1967年8月17日 「おばあちゃんの真珠」
21. 1967年8月24日 「ひとりぼっちの木登り」
22. 1967年8月31日 「カブト虫はきらい!」
23. 1967年9月7日 「南の国のウグイス (1)」
24. 1967年9月14日 「南の国のウグイス (2)」
25. 1967年9月21日 「いまはいえない」
26. 1967年9月28日 「パパ叱って」
27. 1967年10月5日 「しょうぎとマラソン」
28. 1967年10月12日 「ママのしあわせ」
29. 1967年10月19日 「おとなになったら」
30. 1967年10月26日 「歩いていこうぜ」
31. 1967年11月2日 「おばあちゃんの誕生日」
32. 1967年11月9日 「百ペンまわれ」
33. 1967年11月16日 「拾って来たお兄ちゃん」
34. 1967年11月23日 「どろんこにしちゃえ!」
35. 1967年11月30日 「泣きおとしさくせん」
36. 1967年12月7日 「アパッチとりで」
37. 1967年12月14日 「勇気をだしてもういちど」
38. 1967年12月21日 「友達になってえ」
39. 1967年12月28日 「わんぱくせんそう」
40. 1968年1月4日 「あけまして、おめでとう」
41. 1968年1月11日 「女の子バンザイ」
42. 1968年1月18日 「話せばわかる」
43. 1968年1月25日 「せつやくせつやく」
44. 1968年2月1日 「ボクの自転車」
45. 1968年2月8日 「おじさん、ごめんね」
46. 1968年2月15日 「サボテンのおみやげ」
47. 1968年2月22日 「えー、かしほんやでござい」
48. 1968年2月29日 「リボンの少女」
49. 1968年3月7日 「パパこっちむいて」
50. 1968年3月14日 「コケコッコー」
51. 1968年3月21日 「ぼくだけついてたよ」
52. 1968年3月28日 「お兄ちゃんさようなら」

## 放送局
★印の局は、木曜19:30 - 20:00に放送
- ★TBS
- ★北海道放送[1]
- ★青森放送[1]
- ★岩手放送[1]
- ★秋田放送[1]
- ★山形放送[1]
- ★東北放送[1]
- ★福島テレビ[1]
- ★新潟放送[1]

## 映像ソフト
- 2002年に、全52話中12話分が収録されたDVD-BOX『チャコねえちゃん DVDコレクション』が発売された[2]。
- 全52話が収録されたDVD・ブルーレイは発売されていない。